# El Urogallo
El Urogallo fue una revista cultural española de periodicidad bimensual que se publicó entre 1969 y 1976, gestionada y dirigida por la escritora Elena Soriano.

## Historia
En 1969, Elena Soriano creó la revista de literatura El Urogallo, publicación que dirigió durante seis años, y que, con el apoyo de su marido Juan José Arnedo, sostuvo y financió. Ella misma describiría más tarde el nacimiento de la revista con estas palabras:

Nació de uno de mis impulsos románticos –todavía, muy de tarde en tarde, tengo alguno, que siempre se rompe las alas contra mi mala suerte- y con el deseo de hacer en España una revisión libre de conceptos, recogiendo muestras de la literatura de todos los géneros y de todos los escritores del mundo, sin más limitación que la calidad y la representatividad de los autores, dando paso franco a los jóvenes,
incluso a los inéditos. Estuve varios años rumiando la idea de tal revista, en el sentido genuino de esta palabra; incluso con su formato y su título, simbólico de total libertad e independencia. Me decidí a solicitar la autorización obligada, en cuanto se abrieron un poco las puertas a la libertad de expresión con la Ley de Imprenta llamada “de Fraga”, pero tardé en conseguirla más de dos años, en el momento que dicho ministro franquista, al ser cesado, ordenó la aprobación en bloque de numerosos expedientes relegados.
Elena Soriano 

La elección del título aparecía glosada en la contraportada, sugiriendo con una metáfora zoológica su condición de publicación de ideología «solitaria y libre» impulsada y sostenida por una voluntad de «celo intelectual», el urogallo «que cuando canta se delata y muere, pero canta».
Tras casi siete años de supervivencia en el tramo final del gobierno de Francisco Franco, consumidas la economía y la moral de su editora, y acosada por el fantasma de la lenta muerte de su hijo Juanjo, ocurrida finalmente en 1977, El Urogallo desapareció en el otoño de 1976.

## Colaboradores y contenidos
De la obviamente extensa relación de colaboradores y trabajos publicados, algunos analistas destacan una selección de contenidos, entre los que se pueden mencionar, un puñado de poemas inéditos de Pablo Neruda; la narración Los padres de Juan Benet; un avance de poemas y prosas de obras como Historias fingidas y verdaderas de Blas de Otero, Sé com és blanc d’alta neu de Salvador Espriu, Sucesos de jardín de Jorge Guillén, Canto de inocencia José Ángel Valente; el relato El hijo de Francisco Ayala, ensayos literarios como Stravinsky de Óscar Esplá, El mundo visto al telescopio de Philippe Sollers, ¿Cómo es posible no escribir? de Marguerite Duras y Demiurgia verbal del rumano Emil Cioran; o retratos literarios como Genovés de Rafael Alberti o Meditación ante un retrato de José Hierro; inclasificables como Angelitos negros de Francisco Umbral, y diversas colaboraciones de escritores de la talla de Ernesto Sabato o Mario Vargas Llosa.